# Pouilly-lès-Feurs
Pouilly-lès-Feurs és un municipi francès situat al departament del Loira i a la regió d'Alvèrnia-Roine-Alps. L'any 2007 tenia 1.074 habitants.

## Demografia

### Població
El 2007 la població de fet de Pouilly-lès-Feurs era de 1.074 persones. Hi havia 432 famílies de les quals 104 eren unipersonals (37 homes vivint sols i 67 dones vivint soles), 149 parelles sense fills, 164 parelles amb fills i 15 famílies monoparentals amb fills.
La població ha evolucionat segons el següent gràfic:
Habitants censats

### Habitatges
El 2007 hi havia 501 habitatges, 433 eren l'habitatge principal de la família, 29 eren segones residències i 38 estaven desocupats. 469 eren cases i 31 eren apartaments. Dels 433 habitatges principals, 347 estaven ocupats pels seus propietaris, 78 estaven llogats i ocupats pels llogaters i 7 estaven cedits a títol gratuït; 1 tenia una cambra, 20 en tenien dues, 51 en tenien tres, 129 en tenien quatre i 232 en tenien cinc o més. 322 habitatges disposaven pel capbaix d'una plaça de pàrquing. A 177 habitatges hi havia un automòbil i a 229 n'hi havia dos o més.

### Piràmide de població
La piràmide de població per edats i sexe el 2009 era:
| Homes | Edats   | Dones |
| ----- | ------- | ----- |
| 0     | 95 o +  | 0     |
| 0     | 90 a 94 | 4     |
| 0     | 85 a 89 | 0     |
| 8     | 80 a 84 | 8     |
| 32    | 75 a 79 | 4     |
| 4     | 70 a 74 | 44    |
| 36    | 65 a 69 | 32    |
| 32    | 60 a 64 | 24    |
| 20    | 55 a 59 | 24    |
| 36    | 50 a 54 | 40    |
| 16    | 45 a 49 | 20    |
| 60    | 40 a 44 | 32    |
| 40    | 35 a 39 | 36    |
| 44    | 30 a 34 | 24    |
| 24    | 25 a 29 | 28    |
| 16    | 20 a 24 | 36    |
| 36    | 15 a 19 | 36    |
| 20    | 10 a 14 | 40    |
| 28    | 5 a 9   | 44    |
| 16    | 0 a 4   | 36    |

## Economia
El 2007 la població en edat de treballar era de 667 persones, 500 eren actives i 167 eren inactives. De les 500 persones actives 468 estaven ocupades (267 homes i 201 dones) i 32 estaven aturades (15 homes i 17 dones). De les 167 persones inactives 70 estaven jubilades, 49 estaven estudiant i 48 estaven classificades com a «altres inactius».

### Ingressos
El 2009 a Pouilly-lès-Feurs hi havia 448 unitats fiscals que integraven 1.149 persones, la mediana anual d'ingressos fiscals per persona era de 17.006 €.

### Activitats econòmiques
Dels 33 establiments que hi havia el 2007, 1 era d'una empresa extractiva, 2 d'empreses alimentàries, 2 d'empreses de fabricació d'altres productes industrials, 9 d'empreses de construcció, 7 d'empreses de comerç i reparació d'automòbils, 1 d'una empresa de transport, 6 d'empreses financeres, 1 d'una empresa de serveis, 2 d'entitats de l'administració pública i 2 d'empreses classificades com a «altres activitats de serveis».
Dels 8 establiments de servei als particulars que hi havia el 2009, 1 era un taller de reparació d'automòbils i de material agrícola, 3 paletes, 1 guixaire pintor, 1 lampisteria, 1 electricista i 1 perruqueria.
Dels 2 establiments comercials que hi havia el 2009, 1 era una botiga de menys de 120 m² i 1 una fleca.
L'any 2000 a Pouilly-lès-Feurs hi havia 24 explotacions agrícoles que ocupaven un total de 540 hectàrees.

## Equipaments sanitaris i escolars
El 2009 hi havia una escola elemental.

## Poblacions més properes
El següent diagrama mostra les poblacions més properes.